# Indalmus hanchunglinensis
Indalmus hanchunglinensis es una especie de coleóptero de la familia Endomychidae.

## Distribución geográfica
Habita en Jilin (China).